# 北淝河
北淝河，位于安徽省北部，是淮河左岸的一条支流，原发源于河南省商丘市，20世纪50年代，北淝河安徽省涡阳县清宫集以上河段被截引入涡河，今北淝河自清宫集起，东南流经涡阳县东南部，蒙城县东北部，沿怀远濉溪边界，之后流入怀远县北部地区，河道渐宽，称四方湖，至四方湖曹家畈拦河坝，有四方湖闸和刘桥闸将北淝河四方湖以上来水截入怀洪新河和新淝河，北淝河至此是为上段，长111公里，流域面积1473平方公里，属怀洪新河流域；北淝河下段起自怀洪新河右岸苏集闸，向东流经蚌埠市淮上区北部后，于五河县沫河口镇北淝闸注入淮河。北淝河全长151公里，流域面积505平方公里。